# إغزر أوفتيس
إغزر أوفتيس هي قرية تقع جنوب غرب بلدية درقينة التي تبعد عن ولاية بجاية بحوالي 46 كلم إلى الشرق، وتقع في قلب سلسلة جبال بابور، كما تعدّ همزة وصل مع المناطق الغربية لولاية جيجل وسطيف.
وتعدّ هذه القرية من المناطق التي ساهمت كثيرا في حرب التحرير، ومعروف عنها مجزرة تيزيزويث التي راح ضحيتها عشرات المجاهدين، كما أنها تزخر بمناظر خلابة وبثروات طبيعية عديدة.